# Scambus dobrogensis
Scambus dobrogensis är en stekelart som beskrevs av Constantineanu 1968. Scambus dobrogensis ingår i släktet Scambus och familjen brokparasitsteklar. Inga underarter finns listade i Catalogue of Life.